# Decylbutyrat
Decylbutyrat ist ein Carbonsäureester, der sich von 1-Decanol und Buttersäure ableitet.

## Vorkommen

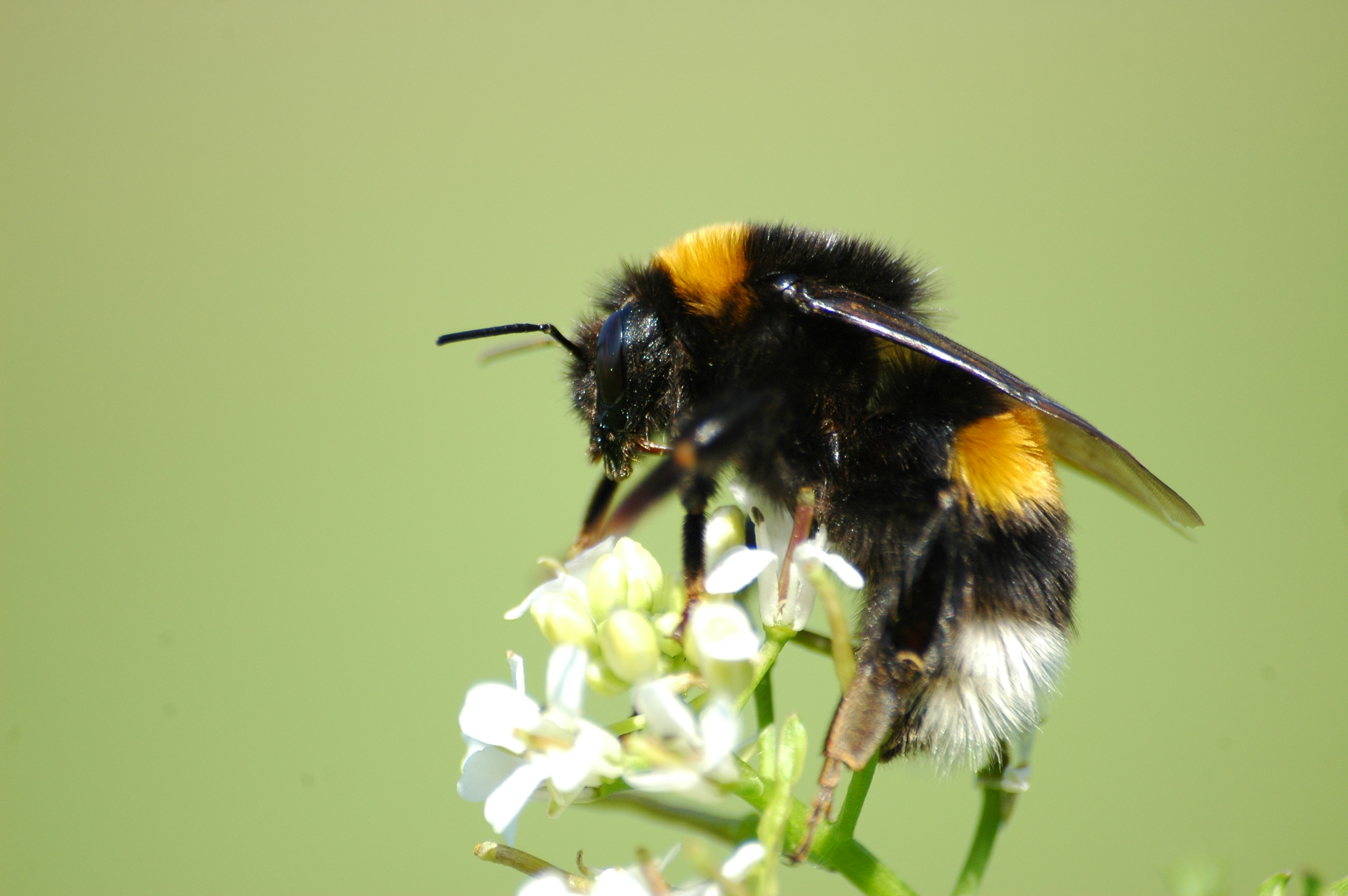
Dunkle Erdhummel

Decylbutyrat kommt in verschiedenen Insekten vor. Es ist ein Hauptbestandteil des Sexualpheromons weiblicher Käfer der Art Anthrenus sarnicus aus der Familie der Speckkäfer. Die Verbindung ist außerdem ein Allomon in Ameisenköniginnen der Amazonenmeise. Diese Ameisenart übernimmt Kolonien der Rotrückigen Sklavenameisen. Decylbutyrat reduziert das Aggressionslevel der überfallenen Ameisen. In kleinen Mengen kommt es in der Dunklen Erdhummel vor, unter anderem in der Dufour-Drüse. Die Verbindung kommt außerdem zu einigen Prozent unter den flüchtigen Aromaverbindungen der Passionsfrucht vor. Daneben wurde es in Erdbeerfrüchten, Barbaco-Früchten (Carica pentagona Heilbron), Blauschimmelkäse und Weißwein nachgewiesen.

## Herstellung
Decylbutyrat kann biotechnologisch gewonnen werden durch Veresterung von Buttersäure mit 1-Decanol mittels einer Cutinase der Bakteriengattung Rhodococcus.

## Verwendung
In der EU ist Decylbutyrat unter der FL-Nummer 09.047 als Aromastoff für Lebensmittel allgemein zugelassen.